# Colorimetro tristimolo

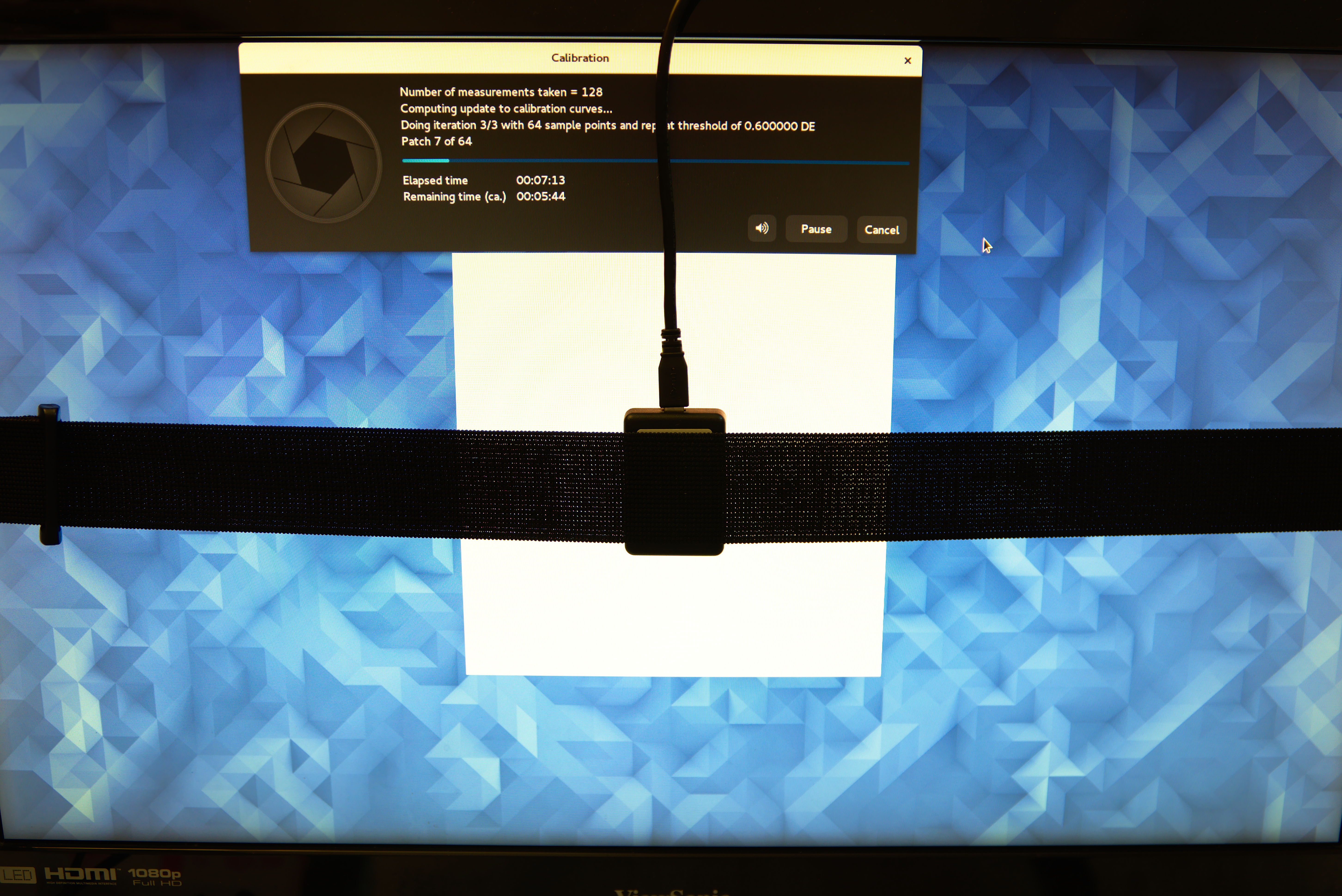
Calibrazione di uno schermo con il ColorHug2, un colorimetro open source.

Un colorimetro tristimolo è uno strumento usato nei processi di elaborazione digitale delle immagini per profilare e calibrare dispositivi di output grafici come gli schermi di computer. Applicato alla superficie dello schermo, il colorimetro è in grado i registrare precisamente i colori riprodotti dallo schermo stesso, grazie a una griglia di fotorivelatori dotati di filtri. La calibrazione viene eseguita da un'applicazione software che produce una gamma di colori sullo schermo e registra le corrispondenti letture del colorimetro, usandole per generare un profilo ICC per lo schermo stesso. Il profilo prodotto viene quindi installato nel sistema operativo del computer o comunque reso disponibile alle applicazioni dotate di color management. I dettagli del processo di calibrazione possono variare.